# Tessère de Chimon-mana
Chimon-mana Tessera
Pour les articles homonymes, voir Chimon-mana.
La tessère de Chimon-mana (désignation internationale : Chimon-mana Tessera) est un terrain polygonal situé sur Vénus dans un quadrangle inconnu. Il a été nommé en référence à Chimon-mana, déesse hopi de la folie.